# Gualbes
Els Gualbes van ser un llinatge patrici establert a Barcelona al segle xiv. D'origen incert, eren membres de l'alta burgesia. Van exercir diversos oficis: drapers, mercaders, mariners i banquers; van intervenir també en el govern municipal barceloní. Finalment, van anar augmentant la seva categoria social fins a accedir a l'estament nobiliari.
L'origen de la família Gualbes és incert, el primer membre conegut del llinatge és Joan Ferrer de Gualbes, un mercader arribat a Barcelona des d'una altra localitat, potser de Gualba, al Vallès. Ben aviat va esdevenir ciutadà i el 1301 va ser elegit com a jurat del Consell de Cent, per tant tenia prou propietats, riqueses i prestigi per convertir-se en ciutadà de Barcelona i exercir càrrecs públics. La família va entrar a la burgesia a través del comerç de la draperia i altres mercaderies, la marineria i la banca amb diversos dels seus membres, entre ells Ponç, Joan, Manuel, Francesc, Jaume –que associat el darrer amb Eimeric Dusai, va obtenir l'administració de la seca de Perpinyà– i Nicolau, el darrer fill de Ferrer de Gualbes, conseller en cap de Barcelona durant les revoltes de 1391 contra el call i amb tractes bancaris amb els italians Datini i els Prato. Els interessos comercials s'estenien a Balears, Saragossa i Perpinyà, mentre que les activitats bancàries van ser molt potents fins a 1406, quan la seva banca va entrar en fallida. No obstant això, els Gualbes van exercir molts càrrecs del govern municipal de Barcelona que els van afavorir econòmicament: clavari, mostassaf, tauler de la taula de canvi, cònsol de mar i, principalment, el de conseller de la ciutat, com va ser el cas de Joan de Gualbes i el seu fill Francesc Bonaventura de Gualbes i de Ferrer.
Progressivament van escalar de categoria social mercès de diverses aliances matrimonials amb altres famílies de l'oligarquia ciutadana, assolint el grau de ciutadans honrats, o fins i tot el de cavaller o donzell. N'és un exemple el seu enllaç amb la família Santcliment, que va mantenir el cognom d'ambdós llinatges cognomenant-se Gualbes-Santcliment o Santcliment-Gualbes, i posteriorment passaria el mateix amb els Corbera. Al segle XVI van començar a enllaçar amb llinatges de la noblesa. Els hereus de la família van habitar fins al segle xviii un casal al costat del Regomir i gairebé tots els seus membres van ser enterrats a Santa Maria del Mar, on el 1348 s'hi havien fet construir una capella dotada de benefici perpetu, arran de la mort del draper Jaume de Gualbes. Altres membres de la família van ocupar càrrecs a l'estament eclesiàstic, destacar a Bartomeu Cristòfor de Gualbes i de Setantí, prior de Santa Anna de Barcelona, o Ferrer Nicolau de Gualbes, canonge de Barcelona i ardiaca del Vallès.
La línia principal dels Gualbes es va extingir el 1724 amb la mort de Maria Teresa de Gualbes i de Sentmenat, que el 1675 s'havia casat amb Miquel de Clariana, comte de Múnter, i l'herència va anar a parar a la família Sentmenat. Una altra línia va establir-se a Sardenya, iniciada per Miquel Àngel de Guables i Vallseca al segle XVI; el seu fill, Miquel Àngel Agustí de Gualbes i de Madrigal, casat amb Helena Bellit i d'Aragall, va acabar adoptant d'Aragall com a primer cognom.